# Atomerőmű SE Kosárlabda klub
L'Atomerőmű SE è una società cestistica, avente sede a Paks, in Ungheria. Fondata nel 1979, gioca nel campionato ungherese.

## Palmarès
- Campionato ungherese: 4

2001-02, 2004-05, 2005-06, 2008-09
- Coppa d'Ungheria: 4

2001, 2003, 2005, 2008